# ياإيل بينيدا
ياإيل بينيدا (بالإسبانية: Yael Pineda)‏ هو لاعب كرة قدم مكسيكي، ولد في 5 أكتوبر 1992.